# Kirsten Munk

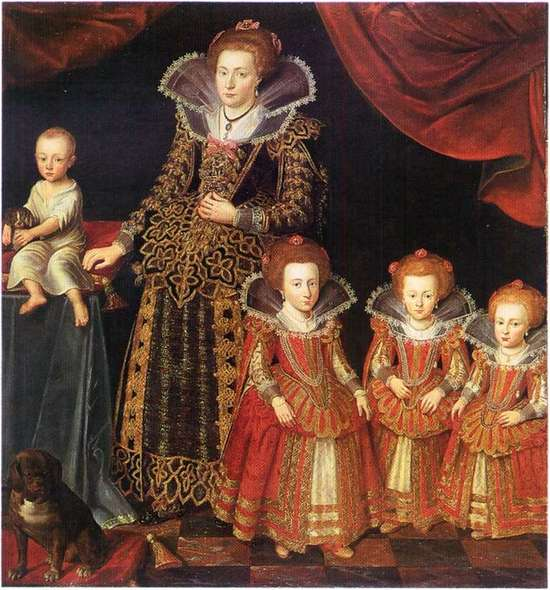
Kirsten Munk mit ihren drei ältesten Töchtern und dem Sohn Waldemar auf einem Gemälde von Jacob van Dort von 1623 (Schloss Rosenborg)

Kirsten Munk (* 6. Juli 1598; † 19. April 1658 in Boller bei Horsens, Jütland) war eine dänische Adlige. Sie war von 1615 bis 1630 die zweite Ehefrau von Christian IV., dem König von Dänemark und Norwegen.

## Leben
Kirsten Munk war die einzige Tochter des dänischen Adligen Ludvig Munk (1537–1602) und der Ellen Marsvin (1572–1649). Ihr Vater war zur Zeit seiner Eheschließung mit der 17-jährigen Ellen im Jahre 1589 Lehnsmann des Trøndelags. Wegen Machtmissbrauchs setzte König Christian ihn 1596 ab und verurteilte ihn zu Strafzahlungen. Ludvigs Bruder Peder Munk war bis 1608 Reichsmarschall. Kirstens Mutter heiratete nach Ludvigs Tod Knud Rud und wurde 1611 zum zweiten Mal Witwe. Sie gehörte dank der Hinterlassenschaften ihrer Eltern, von zwei Ehemännern und wegen ihres eigenen Geschäftssinns zu den größten Landbesitzern in Jütland. Sie vermittelte die Bekanntschaft ihrer Tochter Kirsten mit Christian IV.
Im Jahr 1615 wurde Kirsten Munk in morganatischer Ehe die zweite Ehefrau des 21 Jahre älteren dänischen Königs. Als nicht ebenbürtig konnte sie nicht Königin werden, doch ihre Mutter setzte durch, dass der König sie – wenn auch ohne öffentliche kirchliche Trauung – heiratete, so dass sie einen Ehevertrag erhielt und eine Witwenversorgung zugesichert bekam. Der abergläubische König ließ auch den Termin für den Brief, in dem er Munk zu seiner Frau erklärte, von seinem Hofastrologen berechnen. In den folgenden 14 Jahren gebar Kirsten Munk zwölf Kinder, von denen acht das Erwachsenenalter erreichten, darunter Leonora Christina. Munk wurde als intelligente und unabhängige Persönlichkeit beschrieben. Sie begleitete den König auf seinen Reisen und auch während der Teilnahme Dänemarks im Dreißigjährigen Krieg ins Feld. Ihr politischer Einfluss auf ihn nahm zu, was ihr Gegnerschaft im Adel erwachsen ließ. 1621 beauftragte Christian IV. seine Schwiegermutter, als Strohmann die Güter Boller und Rosenvold zu kaufen. Der Gutskomplex sollte Kirsten Munk als Wittum dienen, doch ihre Mutter sollte den Nießnutz haben, solange der König lebte.
Im Jahr 1627 wurde Kirsten Munk zur Gräfin von Schleswig-Holstein erhoben, einen Titel, den auch ihre Kinder erhielten.
1627/28 begann sie eine Beziehung zu Otto Ludwig Rheingraf zu Salm, den sie 1626 als Söldnerführer in Christians Heer kennengelernt hatte, und entfernte sich immer mehr vom 21 Jahre älteren König. Nachdem sie diesem am 10. November 1628 den Zugang zu ihrem Schlafzimmer verweigert hatte, kam es zum Bruch zwischen dem Paar. Kirsten Munk verließ Kopenhagen und versuchte, ihrem Geliebten nach Schweden zu folgen. Christians IV. Abneigung gegen sie scheint durch seine neue Mätresse, Kirsten Munks ehemalige Bedienstete Vibeke Kruse, gefördert worden zu sein, unter deren Einfluss er sich weigerte, ihre 10 Monate später geborene jüngste Tochter anzuerkennen. Dabei ist es aber recht wahrscheinlich, dass die Beziehung mit Vibeke von Ellen Marsvin eingefädelt wurde und Kirsten selbst davon wusste. 1630 ließ der König sich von ihr scheiden, nachdem ihm zu Ohren gekommen war, dass Kirsten Munk ihm mit Hilfe eines Hamburger Alchemisten schaden wollte, und sie musste endgültig den Hof verlassen. Sie lebte auf den Gütern Rosenvold und Boller, die ihre Mutter ihr auf Befehl des Königs überlassen musste, praktisch unter Hausarrest. Es liegen jedoch Inventar- und Lieferlisten vor, aus denen sich entnehmen lässt, dass sie in großem Wohlstand lebte. Nach einem von ihr selbst angelegten Verzeichnis von 1661 gehörten zu dem großen Besitz, den ihr Onkel Otte Marsvin für sie verwaltete, 225 Bauernhöfe und 46 Handwerker in den Harden Bjerre und Hatting.
Ihre Kinder blieben unter Vibekes Obhut in der Nähe ihres Vaters und erhielten eine ausgezeichnete Ausbildung. Die Jüngste, Dorothea Elisabeth, den kasserede frøken („das abgelehnte Fräulein“) genannt, wurde ihrer Großmutter übergeben. 1636 wurde sie in eine Klosterschule nach Köln geschickt, wo sie zum Katholizismus konvertierte und 1646 Nonne wurde. Kirsten Munks ältere Töchter verheiratete Christian IV. sehr jung mit mächtigen dänischen Adligen, Mitgliedern des dänischen Reichsrats, die er durch die Ehe mit seinen Töchtern enger an sich binden wollte. Die „Partei der Schwiegersöhne“, eng verbunden mit dem 1647 verstorbenen Kronprinzen Christian, übte in den letzten Lebensjahren Christians IV. die tatsächliche Macht im Lande aus. Kirstens wiederholte Gnadengesuche an den König wurden jedoch abgelehnt. Erst auf dem Sterbebett ließ Christian IV. wieder nach ihr senden, aber sie erschien zu spät in Kopenhagen. Kurz nach seinem Tod 1648 wurde Kirstens Ehe mit dem verstorbenen König und die eheliche Geburt aller ihrer Kinder einschließlich der Jüngsten legitimiert. Vibeke Kruse, gegen die Kirstens Kinder und Schwiegersöhne schon seit langem opponierten, wurde umgehend vom Hof entfernt und starb nur wenige Wochen nach dem König.
Nach dem Sturz ihres Schwiegersohnes Corfitz Ulfeldt und dessen Flucht nach Schweden unterstützte Kirsten Munk angeblich Karl X. Gustavs Invasion in Dänemark finanziell. 1657 wurde ihr und ihren Kindern dafür von der dänischen Regierung der Titel der Grafen von Schleswig-Holstein entzogen. Als sie Anfang 1658 erkrankte, wurde ihrer Tochter Leonora Christina Ulfeldt nicht erlaubt, sie zu besuchen. Doch nach ihrem Tod wurde ihr Leichnam in das schwedisch besetzte Odense überführt und in der Sankt Knudskirche mit großer Pracht beigesetzt.

## Nachkommen
- zwei Totgeburten 1616 und 1617
- Anna Cathrine (* 10. August 1618 auf Schloss Frederiksborg; † 20. August 1633), seit 1627 verlobt mit Reichshofmeister Frants Rantzau (1604–1632), einem Enkel von Heinrich Rantzau
- Sophie Elisabeth (* 20. September 1619 in Skanderborg; † 29. April 1657), heiratete am 10. Oktober 1634 Christian von Pentz (1600–1651)
- Leonore Christina (* 8. Juli 1621 auf Schloss Frederiksborg; † 16. März 1698 im Kloster Maribo), heiratete am 9. Oktober 1636 in Kopenhagen Corfitz Ulfeldt
- Waldemar Christian (* 26. Juni 1622 auf Schloss Frederiksborg; † 26. Februar 1656 in Lublin), Graf von Schleswig-Holstein
- Elisabeth Augusta (* 28. Dezember 1623 auf Schloss Kronborg; † 9. August 1677), heiratete am 27. Oktober 1639 in Kopenhagen Hans Lindenov
- Friedrich Christian (* 26. April 1625; † 17. Juli 1627)
- Christiane (* 15. Juli 1626 auf Haderslevhus (Hansborg); † 6. Mai 1670), heiratete am 6. November 1642 in Kopenhagen Hannibal Sehested
- Hedwig (* 15. Juli 1626 auf Haderslevhus (Hansborg); † 5. Oktober 1678 in Kristianstad), heiratete am 6. November 1642 in Kopenhagen Ebbe Ulfeldt
- Marie Cathrine (* 29. Mai 1628; † 1. September 1628)
- Dorothea Elisabeth (* 1. September 1629 auf Schloss Kronborg; † 18. März 1687 im Augustinerkloster in Köln), seit 1646 Nonne (wahrscheinlich nicht von Christian, sondern von Otto)